# Ryan Ferreira
Ryan Ferreira (* um 1980) ist ein US-amerikanischer Jazz- und Fusionmusiker (Gitarre), der auch im Bereich der Improvisationsmusik wirkt.

## Leben und Wirken
Ferreira begann zunächst (beeinflusst von der Musiksammlung seiner Eltern) Rockmusik zu spielen. Er studierte an der Eastman School of Music und traf auf Musiker wie Bobby McFerrin, Peter Erskine, Dave Holland und Kenny Wheeler. Er arbeitete ab den frühen 2000er-Jahren in der New Yorker Jazzszene; erste Aufnahmen entstanden 2003 mit The Respect Sextet (Album The Full Respect, mit Eli Asher, James Hirschfeld, Josh Rutner, Red Wierenga, Malcolm Kirby, Ted Poor). Als Gastsolist arbeitete er 2004 mit der hr-Bigband bei deren Steely-Dan-Tribut Do It Again. Mit der Jerseyband, die sich der Fusion von Jazz und Metal verschrieben hat, legte er zwischen 2003 und 2011 mehrere Alben und EPs vor.
In den folgenden Jahren spielte er u. a. mit André Canniere, Janet Planet, Ike Sturm, Cat Toren, Chris Dingman (Waking Dreams, 2010), mit Tim Bernes Snakeoil (You’ve Been Watching Me, ECM, 2014) sowie mit Colin Stetson (Sorrow (A Reimagining of Gorecki's 3rd Symphony), 2016). 2015 wurde er mit Fabian Almazan, Anna Webber, Chris Dingman,  Linda Oh und Henry Cole zum SWR New Jazz Meeting eingeladen; dabei entstand eine Doppel-CD mit Teilen der Konzerte (Realm of Possibilities).
Im Bereich des Jazz war er Tom Lord zufolge zwischen 2003 und 2020 nur an zehn Aufnahmesessions beteiligt.
2018 gehörte er zudem Stephan Crumps Band Elemental an. 2015 unterrichtete er als Artist in Residence an der School of Music der University of Washington in Seattle.